# Shalin-Tanita Rogall
Shalin-Tanita Rogall (* 25. Juli 1990 in Berlin) ist eine deutsche Schauspielerin, Synchronsprecherin und Hörfunkmoderatorin.

## Laufbahn
Rogall spielte in der KI.KA-Serie Schloss Einstein die Rolle der Annika Schubert von Ende November 2003 (Folge 286) bis Ende November 2007 (Folge 480). Des Weiteren war sie in der Sat.1-Serie Für alle Fälle Stefanie und diversen Werbespots vor der Kamera aktiv. 2009 stand sie für die Echtzeitserie Allein gegen die Zeit vor der Kamera.
Rogall hatte außerdem bereits einige Rollen als Synchronsprecherin in TV-, Kino- und Hörspielproduktionen. 2004 war sie Sprecherin im Computerspiel TKKG 12 – Alarm in der Geisterbahn.
Seit August 2014 gehört Rogall zum Team der Morgensendung „Wir lieben Berlin“ beim Berliner Rundfunk 91.4.
2018 moderierte Rogall die Reihe Twin Teams – Die Geschwister Challenge.
Rogall tanzt seit ihrem sechsten Lebensjahr Ballett. Sie lebt in Berlin. Dort besuchte sie bis zum Jahr 2010 das Paul-Natorp-Gymnasium in Berlin-Friedenau.

## Filmografie (Auswahl)

### Schauspiel
- 2000: Für alle Fälle Stefanie, Fernsehserie (Krankenhausserie), Rolle: Luna
- 2004–2007: Schloss Einstein, Fernsehserie (Kinderserie), Rolle: Annika Schubert
- 2008: Die Wette
- 2010–2012: Allein gegen die Zeit, Fernsehserie (Kinderserie), Rolle: Jacky
- 2013: Gute Zeiten, schlechte Zeiten, Fernsehserie (Gastauftritt)
- 2020: Wisst ihr noch

### Synchronrollen

#### Filme
- 2003: Sarah Baker (Alyson Stoner) in Im Dutzend billiger
- 2003: Sati (Tanveer K. Atwal) in Matrix Revolutions
- 2003: Sue (Jianna Ballard) in Scary Movie 3
- 2005: Sarah Baker (Alyson Stoner) in Im Dutzend billiger 2 – Zwei Väter drehen durch
- 2006: Morosina (Poppy Rogers) in Herr der Diebe
- 2010: Fiona Chataway (Eleanor Tomlinson) in Alice im Wunderland
- 2011: Amelia Ruth in Professor Layton und die ewige Diva
- 2012: Yuu Yazaki in Children Who Chase Lost Voices
- 2012: Kirby (Kirby Bliss Blanton) in Project X

#### Serien
- 2004: Henrietta in Gunslinger Girl
- 2004–2007: Suzie Grabgrass (Christian Serratos) in Neds ultimativer Schulwahnsinn
- 2010: Cora in CHI RHO – Das Geheimnis
- 2011: Emily (Brittany Anne Pirtle) in Power Rangers Samurai
- 2011: Nodoka Manabe in K-On!
- 2011: Maggie Ritter (Skyler Day) in Gigantic
- 2012: Brittany Hanson (Hannah Lochner) in Highschool Halleluja
- 2013–2017: Mandy Baxter (Molly Ephraim) in  Last Man Standing

### Hörspiele
- 2007: ...und nebenbei Liebe (Rolle: Joana, Hörspiel-Soap, erste Staffel mit 10 Folgen)
- 2007: Offenbarung 23 (Rolle: Annie, Folge 19 und Folge 20)

## Moderation
- 2018–2021: Twin Teams (Kika)